# James Dean (filme)
James Dean é um telefilme estadunidense de 2001, do gênero biográfico, dirigido por Mark Rydell, sobre o ator de de mesmo nome, considerado a melhor personificação da rebeldia e angústias próprias da juventude da década de 1950.
O ator James Franco viveu na pele a vida desregrada de James Dean, chegando a fumar dois maços de cigarro por dia, sendo que na época ele não fumava (mas começou a fumar depois disso[carece de fontes?]), além de aprender a tocar violão. O esforço foi reconhecido com um Globo de Ouro e indicações a outros prêmios como o Emmy e do Screen Actors Guild (SAG).

## Elenco
- James Franco .... James Dean
- Kyle Chambers .... James Dean jovem
- Michael Moriarty .... Winton "Winnie" Dean
- Valentina Cervi .... Pier Angeli
- Enrico Colantoni .... Elia Kazan
- Amy Rydell .... Christine White
- Mark Rydell .... Jack Warner
- Samuel Gould .... Martin Landau
- Wendy Benson .... Julie Harris
- David Parker .... James Whitmore
- Lisa Robins .... Mildred Dean
- Karen Kondazian .... Mrs. Pierangeli
- Barry Primus .... Nicholas Ray
- Peggy McCay .... Emma Dean
- Edward Herrmann .... Raymond Massey
- Craig Barnett .... George Stevens
- Joanne Linville .... Hedda Hopper
- Andrew Prine .... Rogers Brackett
- Lisa Blake Richards .... Ethel Dean
- Holly Beavon .... Marilyn Monroe (não creditado)
- Elizabeth Karsell .... Judy Garland (não creditado)

## Principais prêmios e indicações
Emmy 2002 (EUA)
- Venceu nas categorias de Melhor Direção de Arte (Robert Pearson), (Marc Dabe e Leslie McCarthy-Frankenheimer) e Melhor Ator Coadjuvante (Michael Moriarty)[carece de fontes?]

Globo de Ouro 2002 (EUA)
- Venceu na categoria de Melhor Ator (James Franco)[carece de fontes?]

SAG Awards 2002 (EUA)
- Indicado na categoria de Melhor Ator (James Franco)[carece de fontes?]